# Скляна голова
Скляна голова (рос. стеклянная голова, англ. globular ore, kidney ore; нім. Glaskopf m) – округлі натічні аґреґати деяких мінералів з блискучою зовнішньою поверхнею і з радіальною та шаруватою будовою. 

## Різновиди
Розрізняють: 
- голова скляна бура (натічні агрегати лімоніту і ґетиту); бурий залізняк;
- голова скляна зелена (натічні ниркоподібні агрегати малахіту);
- голова скляна цирконова (відміна циркон-фавасу в формі скляної голови);
- голова скляна червона (натічні агрегати гематиту);
- голова скляна чорна (натічні агрегати, щільні брунькоподібні скупчення псиломелану).